# Sacred Cod Trophy
| Sacred Cod Trophy                        |                                                                                     |                                                                                     |
| Eagles                                   | Crusaders                                                                           | Terriers                                                                            |
| 0Sport 0Création 0Disparition 0Catégorie | 0Football américain 01954 01962 0Universitaire                                      | 0Football américain 01954 01962 0Universitaire                                      |
| 0Lieu(x)                                 | - Alumni Stadium, Chestnut Hill - Fitton Field, Worcester - Nickerson Field, Boston | - Alumni Stadium, Chestnut Hill - Fitton Field, Worcester - Nickerson Field, Boston |
| Sacred Cod Trophy                        |                                                                                     |                                                                                     |
| Boston College (3) 1954, 1955, 1958      | Holy Cross (2) 1956, 1961                                                           | Boston (0)                                                                          |
| Trophées partagés (3) 1957, 1958, 1960   |                                                                                     |                                                                                     |

Sacred Cod Trophy est le nom du trophée décerné chaque saison au vainqueur de la rivalité en football américain universitaire entre les trois équipes basées au Massachusetts soit les Terriers de l'Université de Boston, les Eagles de Boston College et les Crusaders (en) de College of the Holy Cross.

## Histoire
Débutée en 1954, la série s'est terminée en 1963. Le match de 1963 entre Boston et Boston College a été reporté en raison du décès de John Fitzgerald Kennedy et fin 1963, les deux programmes ont décidé de ne plus se rencontrer.
Le match Boston-Boston College se jouait normalement entre le début et la mi-novembre, le match Boston-Holy Cross se jouait normalement à la mi-octobre et le match Boston College-Holy Cross se jouait comme dernier match de la saison.
Fin 1962, le trophée avait été remporté à trois reprises par Boston College pour deux à Holy Cross. Il y a également eu 3 saisons où les équipes ont été déclarées à égalité.

## Trophée

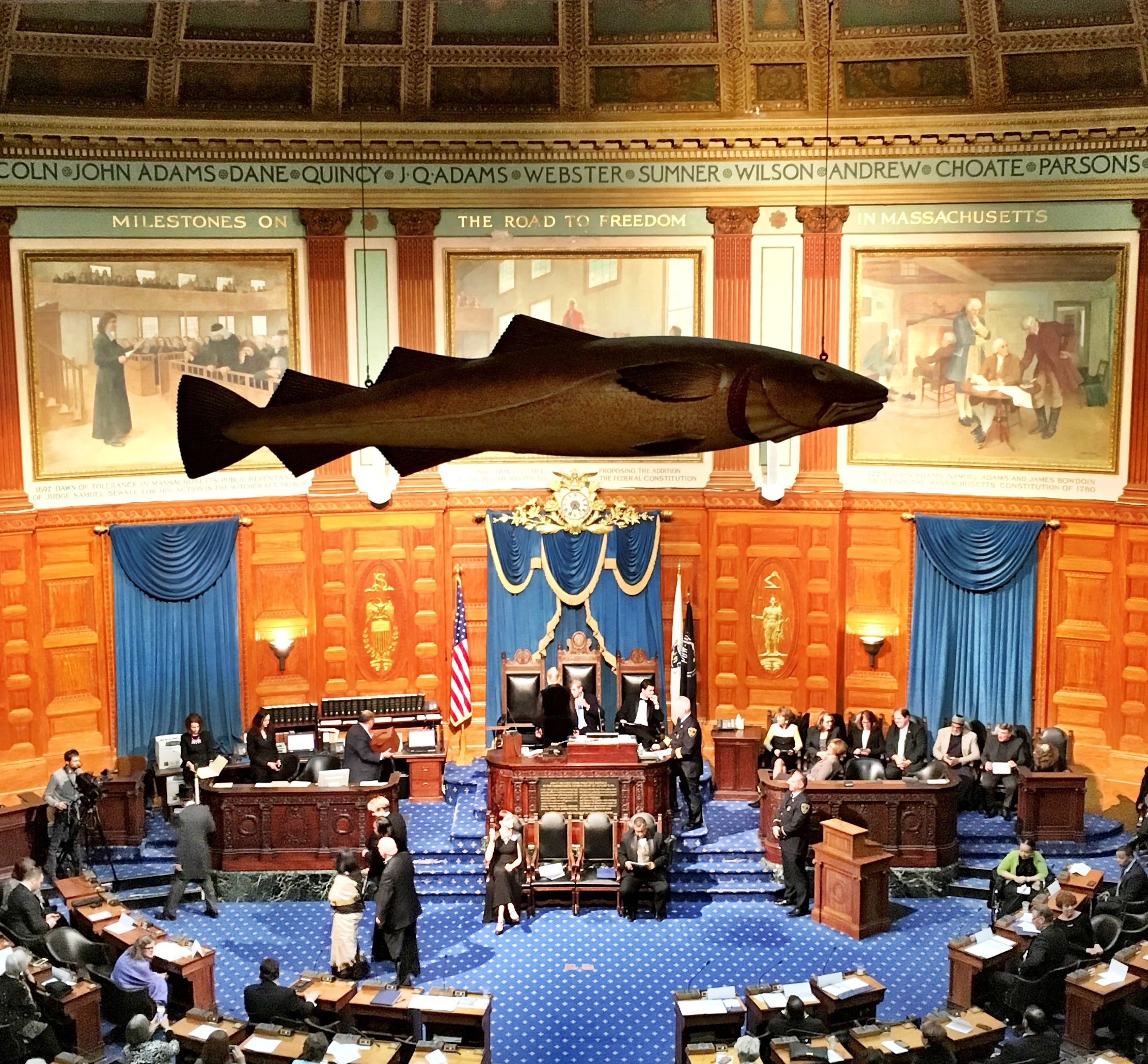
La Morue Sacrée du Massachusetts lors d'une séance de la Chambre des représentants au Capitole de l'État du Massachusetts.

C'est la fraternité Delta Sigma Pi de l'université de Boston qui est à l'origine du trophée.
Il a été décerné pour la première fois en 1954 à Boston College qui dominera les rencontres contre Boston, remportant 8 des 9 matchs, Boston n'ayant gagné qu'en 1959.
Holy Cross a également été dominant lors des rencontres contre Boston, en remportant 6 des 8 matchs.
C'est ainsi que le vainqueur du match entre Boston College et Holy Cross remportait le plus souvent le trophée. En 1962, le match Boston-Holy Cross n'ayant pas été joué en raison de l'impossibilité de trouver une date disponible, le trophée n'a pas été décerné.
Le trophée était une coupe en or surmontée d'une morue, symbole du Massachusetts
Le nom a été inspiré par la Morue sacrée du Massachusetts, un poisson en bois accroché au Capitole de l'État du Massachusetts depuis le milieu des années 1700.

## Palmarès
| Boston College (3) | Holy Cross (2) | Boston (0) | 3 nuls | Trophée partagé ou match non joué |

| Saison               | Vainqueur            | Boston – Holy Cross    | Boston – Boston College      | Boston College – Holy Cross  |
| -------------------- | -------------------- | ---------------------- | ---------------------------- | ---------------------------- |
| 1954                 | Boston College (1)   | Holy Cross 14–13       | Boston College 7–6           | Boston College 31–13         |
| 1955                 | Boston College (2)   | Holy Cross 20–12       | Boston College 40–12         | Boston College 26–7          |
| 1956                 | Holy Cross (1)       | Holy Cross 21–12       | Boston College 13–0          | Holy Cross 7–0               |
| 1957                 | Trophée partagé (1)  | Boston 35–28           | Boston College 27–2          | Holy Cross 14–0              |
| 1958                 | Boston College (3)   | Holy Cross 16–8        | Boston College 18–13         | Boston College 26–8          |
| 1959                 | Trophée partagé (2)  | Holy Cross 17–8        | Boston 26–7                  | Boston College 14–0          |
| 1960                 | Trophée partagé (3)  | Boston 20–14           | Boston College 23–14         | Holy Cross 16–12             |
| 1961                 | Holy Cross (2)       | Holy Cross 20–7        | Boston College 10–7          | Holy Cross 38–26             |
| 1962                 | Non décerné          | Match non joué         | Boston College 41–25         | Boston College 48–12         |
| Bilan des rencontres | Bilan des rencontres | Holy Cross : 6–2 (75%) | Boston College : 8–1 (88,9%) | Boston College : 5–4 (55,6%) |

## Articles annexes
- Liste des matchs de rivalité en football américain universitaire de la NCAA
- Green Line Rivalry (en) (Boston-Boston College)
- Rivalité Boston College-Holy Cross (en)
- Rivalité Boston-Holy Cross (en)